# Masakatsu Funaki
Masakatsu Funaki, conosciuto anche come Masa Funaki (Aomori, 13 marzo 1969), è un artista marziale misto, wrestler e attore giapponese.
Ha ottenuto grande fama prima come lottatore di arti marziali miste, lottando nella categoria openweight, per poi dedicarsi al puroresu, lottando in quella dei pesi massimi.
È stato co-fondatore della promozione di arti marziali miste Pancrase.

## Carriera
Debutta nel puroresu nel 1985. Allenatosi presso il New Japan Dojo della New Japan Pro-Wrestling, si esibisce per essa come peso medio-massimo sino al 1989. Non avendo conseguito alcun successo sostanziale, abbandona in quell'anno la federazione di debutto passando al wrestling di stile shooto: presentato come "vero", questo tipo di wrestling enfatizzava l'uso di tecniche e regole prese dalle arti marziali e dalla lotta libera per ragioni di realismo.
Si esibisce dapprima per la UWF, divenendo celebre per i suoi incontri con Akira Maeda, che lo rendono molto noto, per poi seguire nel 1990, essendo nel frattempo la UWF fallita, il suo mentore Yoshiaki Fujiwara nel nuovo progetto Pro Wrestling Fujiwara Gumi. Abbandona tale federazione tre anni più tardi assieme ad altri atleti per dedicarsi alle arti marziali miste, provocando il declassamento della stessa.
Co-fondatore, nel 1993, dell'organizzazione di arti marziali miste Pancrase, tuttora esistente e tra le maggiori e più importanti al mondo, ne è stato l'uomo di punta per anni. In questa disciplina ha raggiunto il primato di 39 vittorie su 53 incontri ed ha conseguito una notevole fama a livello internazionale. Si esibisce anche nel mondo della kickboxing per il K-1.
Ha abbandonato tali sport nel 2009 per ri-dedicarsi al wrestling, che aveva praticato fino al 1993. Attraverso accordi interfederazionali della AJPW, ha potuto esisbirsi anche in altre federazioni, tra le quali la NJPW. Da questa data è sotto contratto per la giapponese All Japan Pro Wrestling. Qui, il 26 agosto 2012, all'età di quarantatré anni, si è laureato campione del mondo sconfiggendo Jun Akiyama per il titolo Triple Crown Heavyweight.

## Risultati nelle arti marziali miste
| Risultato | Record  | Avversario            | Metodo                               | Evento                                              | Data              | Round | Tempo | Città               | Note                                      |
| --------- | ------- | --------------------- | ------------------------------------ | --------------------------------------------------- | ----------------- | ----- | ----- | ------------------- | ----------------------------------------- |
| Parità    | 39–13-2 | Volk Han              | Parità                               | Rings / The Outsider: Volk Han Retirement Match     | 16 dicembre 2012  | 1     | 15:00 | Yokohama, Giappone  |                                           |
| Vittoria  | 39–13-1 | Ikuhisa Minowa        | Sottomissione (heel hook)            | Dream 6: Middle Weight Grandprix 2008 Final Round   | 23 settembre 2008 | 1     | 0:52  | Saitama, Giappone   |                                           |
| Sconfitta | 38–13-1 | Kiyoshi Tamura        | KO Tecnico (pugni)                   | Dream 2: Middle Weight Grandprix 2008 1st Round     | 29 aprile 2008    | 1     | 0:57  | Saitama, Giappone   | Debutto in Dream                          |
| Sconfitta | 38–12-1 | Kazushi Sakuraba      | Sottomissione (kimura)               | K-1 Premium 2007 Dynamite!!                         | 31 dicembre 2007  | 1     | 6:25  | Osaka, Giappone     |                                           |
| Sconfitta | 38–11-1 | Rickson Gracie        | Sottomissione (rear naked choke)     | Colosseum 2000                                      | 26 maggio 2000    | 1     | 12:49 | Giappone            |                                           |
| Vittoria  | 38–10-1 | Tony Petarra          | Sottomissione (pugni)                | Pancrase: 1999 Anniversary Show                     | 18 settembre 1999 | 1     | 1:16  | Urayasu, Giappone   |                                           |
| Parità    | 37–10-1 | Ebenezer Fontes Braga | Parità                               | Pancrase: Breakthrough 4                            | 18 aprile 1999    | 1     | 15:00 | Yokohama, Giappone  |                                           |
| Vittoria  | 37–10   | John Renken           | Sottomissione (pugni)                | Pancrase: Advance 12                                | 19 dicembre 1998  | 1     | 5:50  | Urayasu, Giappone   |                                           |
| Sconfitta | 36–10   | Kiuma Kunioku         | Decisione (punti persi)              | Pancrase: Advance 10                                | 26 ottobre 1998   | 1     | 15:00 | Tokyo, Giappone     |                                           |
| Sconfitta | 36–9    | Semmy Schilt          | KO (pugno al corpo)                  | Pancrase: 1998 Anniversary Show                     | 14 settembre 1998 | 1     | 7:13  | Tokyo, Giappone     |                                           |
| Vittoria  | 36–8    | Osami Shibuya         | Sottomissione (triangolo di braccio) | Pancrase: 1998 Neo-Blood Tournament Second Round    | 26 luglio 1998    | 1     | 6:07  | Aomori, Giappone    |                                           |
| Sconfitta | 35–8    | Guy Mezger            | Decisione (unanime)                  | Pancrase: Advance 5                                 | 26 aprile 1998    | 1     | 30:00 | Yokohama, Giappone  | Perde il titolo King of Pancrase          |
| Vittoria  | 35–7    | Semmy Schilt          | Decisione (punti persi)              | Pancrase: Advance 4                                 | 18 marzo 1998     | 1     | 15:00 | Tokyo, Giappone     |                                           |
| Vittoria  | 34–7    | Katsuomi Inagaki      | Sottomissione (kimura)               | Pancrase: Advance 2                                 | 6 febbraio 1998   | 1     | 2:36  | Yokohama, Giappone  |                                           |
| Vittoria  | 33–7    | Yuki Kondo            | Sottomissione (kimura triangolare)   | Pancrase: Alive 11                                  | 20 dicembre 1997  | 1     | 2:20  | Yokohama, Giappone  | Vince il titolo King of Pancrase          |
| Vittoria  | 32–7    | Jason Godsey          | Sottomissione (calf slicer)          | Pancrase: Alive 10                                  | 16 novembre 1997  | 1     | 7:12  | Kōbe, Giappone      |                                           |
| Vittoria  | 31–7    | Guy Mezger            | Sottomissione (armbar triangolare)   | Pancrase: 1997 Anniversary Show                     | 6 settembre 1997  | 1     | 3:58  | Urayasu, Giappone   |                                           |
| Vittoria  | 30–7    | Osami Shibuya         | Sottomissione (ghigliottina)         | Pancrase: 1997 Neo-Blood Tournament, Round 1        | 20 luglio 1997    | 1     | 2:34  | Tokyo, Giappone     |                                           |
| Vittoria  | 29–7    | Wes Gassaway          | Sottomissione (ankle lock)           | Pancrase: Alive 7                                   | 30 giugno 1997    | 1     | 1:05  | Fukuoka, Giappone   |                                           |
| Sconfitta | 28–7    | Yuki Kondo            | Sottomissione (armbar triangolare)   | Pancrase: Alive 4                                   | 27 aprile 1997    | 1     | 15:12 | Urayasu, Giappone   | Perde il titolo King of Pancrase          |
| Vittoria  | 28–6    | Paul Lazenby          | Sottomissione (top wristlock)        | Pancrase: Alive 3                                   | 22 marzo 1997     | 1     | 4:36  | Nagoya, Giappone    |                                           |
| Vittoria  | 27–6    | Semmy Schilt          | Sottomissione (toe hold)             | Pancrase: Alive 2                                   | 22 febbraio 1997  | 1     | 5:47  | Urayasu, Giappone   |                                           |
| Vittoria  | 26–6    | Jason DeLucia         | KO Tecnico (infortunio alla gamba)   | Pancrase: Truth 10                                  | 15 dicembre 1996  | 1     | 2:34  | Tokyo, Giappone     | Vince il titolo King of Pancrase          |
| Vittoria  | 25–6    | Yuki Kondo            | Sottomissione (rear naked choke)     | Pancrase: Truth 9                                   | 9 novembre 1996   | 1     | 1:43  | Fukuoka, Giappone   | Torneo King of Pancrase 4, Semifinale     |
| Sconfitta | 24–6    | Bas Rutten            | KO Tecnico (ginocchiata)             | Pancrase: 1996 Anniversary Show                     | 7 settembre 1996  | 1     | 17:05 | Urayasu, Giappone   |                                           |
| Vittoria  | 24–5    | Takafumi Ito          | Sottomissione (rear naked choke)     | Pancrase: 1996 Neo-Blood Tournament, Round 2        | 23 luglio 1996    | 1     | 2:01  | Tokyo, Giappone     |                                           |
| Vittoria  | 23–5    | Vernon White          | Sottomissione (ankle lock)           | Pancrase: Truth 6                                   | 25 giugno 1996    | 1     | 2:34  | Fukuoka, Giappone   |                                           |
| Vittoria  | 22–5    | August Smisl          | Sottomissione (rear naked choke)     | Pancrase: Truth 5                                   | 16 maggio 1996    | 1     | 2:01  | Tokyo, Giappone     |                                           |
| Vittoria  | 21–5    | Katsuomi Inagaki      | Sottomissione (kneebar)              | Pancrase: Truth 2                                   | 2 marzo 1996      | 1     | 1:14  | Kōbe, Giappone      |                                           |
| Vittoria  | 20–5    | Ryūshi Yanagisawa     | Sottomissione (keylock)              | Pancrase: Truth 1                                   | 28 gennaio 1996   | 1     | 8:42  | Yokohama, Giappone  |                                           |
| Vittoria  | 19–5    | Takaku Fuke           | Sottomissione (rear naked choke)     | Pancrase: Eyes of Beast 7                           | 14 dicembre 1995  | 1     | 0:31  | Sapporo, Giappone   |                                           |
| Sconfitta | 18–5    | Frank Shamrock        | Sottomissione (toe hold)             | Pancrase: Eyes of Beast 6                           | 4 novembre 1995   | 1     | 10:31 | Yokohama, Giappone  |                                           |
| Vittoria  | 18–4    | Guy Mezger            | Sottomissione (achilles lock)        | Pancrase: 1995 Anniversary Show                     | 1º settembre 1995 | 1     | 6:46  | Tokyo, Giappone     |                                           |
| Vittoria  | 17–4    | Leon van Dijk         | Sottomissione (achilles lock)        | Pancrase: 1995 Neo-Blood Tournament Second Round    | 23 luglio 1995    | 1     | 1:01  | Tokyo, Giappone     |                                           |
| Vittoria  | 16–4    | Gregory Smit          | Sottomissione (achilles lock)        | Pancrase: Eyes Of Beast 5                           | 13 luglio 1995    | 1     | 7:30  | Sapporo, Giappone   |                                           |
| Vittoria  | 15–4    | Alex Cook             | Sottomissione (heel hook)            | Pancrase: Eyes Of Beast 4                           | 13 maggio 1995    | 1     | 7:14  | Urayasu, Giappone   |                                           |
| Sconfitta | 14–4    | Manabu Yamada         | Sottomissione (heel hook)            | Pancrase: Eyes Of Beast 3                           | 8 aprile 1995     | 1     | 4:43  | Nagoya, Giappone    |                                           |
| Vittoria  | 14–3    | Frank Shamrock        | Sottomissione (heel hook)            | Pancrase: Eyes Of Beast 2                           | 10 marzo 1995     | 1     | 5:11  | Yokohama, Giappone  |                                           |
| Vittoria  | 13–3    | Jason DeLucia         | Sottomissione (heel hook)            | Pancrase: Eyes Of Beast 1                           | 26 gennaio 1995   | 1     | 9:04  | Nagoya, Giappone    |                                           |
| Sconfitta | 12–3    | Ken Shamrock          | Sottomissione (triangolo di braccio) | Pancrase: King of Pancrase Tournament Second Round  | 17 dicembre 1994  | 1     | 5:50  | Tokyo, Giappone     | Torneo King of Pancrase, Semifinale       |
| Vittoria  | 12–2    | Vernon White          | Sottomissione (armlock)              | Pancrase: King of Pancrase Tournament Opening Round | 16 dicembre 1994  | 1     | 5:37  | Tokyo, Giappone     | Torneo King of Pancrase, Quarti di finale |
| Vittoria  | 11–2    | Todd Bjornethun       | Sottomissione (armbar)               | Pancrase: King of Pancrase Tournament Opening Round | 16 dicembre 1994  | 1     | 2:20  | Tokyo, Giappone     | Torneo King of Pancrase, Primo turno      |
| Vittoria  | 10–2    | Minoru Suzuki         | Sottomissione (rear naked choke)     | Pancrase: Road to the Championship 5                | 15 ottobre 1994   | 1     | 1:51  | Tokyo, Giappone     |                                           |
| Vittoria  | 9–2     | Ken Shamrock          | Sottomissione (rear naked choke)     | Pancrase: Road to the Championship 4                | 1º settembre 1994 | 1     | 2:30  | Osaka, Giappone     |                                           |
| Vittoria  | 8–2     | Scott Sollivan        | Sottomissione (heel hook)            | Pancrase: Road to the Championship 3                | 26 luglio 1994    | 1     | 0:56  | Tokyo, Giappone     |                                           |
| Sconfitta | 7–2     | Jason DeLucia         | Sottomissione (kneebar)              | Pancrase: Road to the Championship 2                | 6 luglio 1994     | 1     | 1:01  | Amagasaki, Giappone |                                           |
| Vittoria  | 7–1     | Gregory Smit          | Sottomissione (rear naked choke)     | Pancrase: Road to the Championship 1                | 31 maggio 1994    | 1     | 1:58  | Tokyo, Giappone     |                                           |
| Vittoria  | 6–1     | Takaku Fuke           | Sottomissione (rear naked choke)     | Pancrase: Pancrash! 3                               | 21 aprile 1994    | 1     | 6:55  | Osaka, Giappone     |                                           |
| Vittoria  | 5–1     | Vernon White          | KO (colpo di palmo)                  | Pancrase: Pancrash! 2                               | 12 marzo 1994     | 1     | 1:13  | Nagoya, Giappone    |                                           |
| Vittoria  | 4–1     | Bas Rutten            | Sottomissione (toe hold)             | Pancrase: Pancrash! 1                               | 19 gennaio 1994   | 1     | 2:58  | Yokohama, Giappone  |                                           |
| Vittoria  | 3–1     | Kazuo Takahashi       | KO (colpi di palmo e ginocchiate)    | Pancrase: Yes, We Are Hybrid Wrestlers 4            | 8 dicembre 1993   | 1     | 3:09  | Fukuoka, Giappone   |                                           |
| Vittoria  | 2–1     | Cees Bezems           | Sottomissione (keylock)              | Pancrase: Yes, We Are Hybrid Wrestlers 3            | 8 novembre 1993   | 1     | 1:42  | Kōbe, Giappone      |                                           |
| Vittoria  | 1–1     | Ryūshi Yanagisawa     | Sottomissione (kneebar)              | Pancrase: Yes, We Are Hybrid Wrestlers 2            | 14 ottobre 1993   | 1     | 1:35  | Nagoya, Giappone    |                                           |
| Sconfitta | 0–1     | Ken Shamrock          | Sottomissione (rear naked choke)     | Pancrase: Yes, We Are Hybrid Wrestlers 1            | 21 settembre 1993 | 1     | 6:15  | Urayasu, Giappone   | Debutto in Pancrase                       |

## Attività cinematografica
Il suo successo sportivo lo ha portato a recitare in varie pellicole cinematografiche d'azione.

## Titoli e riconoscimenti

### Arti marziali miste
- Pancrase Hybrid Wrestling
  - King of Pancrase (2 volte)
  - Vincitore del torneo per il King of Pancrase Championship nel 1996[1]

### Wrestling
- All Japan Pro Wrestling
  - World's Strongest Tag Team League (edizione del 2009) – con Keiji Muto
  - AJPW Triple Crown Heavyweight Championship
  - AJPW Unified World Tag Team Championship (1 volta) – con Keiji Muto

- Pro Wrestling Illustrated
  - Il PWI lo ha classificato #115 tra i maggiori 500 lottatori singoli nella PWI 500 del 2010[2]

- Wrestling Observer Newsletter
  - È stato introdotto nella Wrestling Observer Newsletter Hall of Fame nel 2006